# 53 Persei
53 Persei, som är stjärnans Flamsteed-beteckning, är en ensam stjärna belägen i den mellersta delen av stjärnbilden, Perseus som också har Bayer-beteckningen d Persei och variabelbeteckningen V469 Persei. Den har en genomsnittlig skenbar magnitud på ca 4,80 och är svagt synlig för blotta ögat där ljusföroreningar ej förekommer. Baserat på parallax enligt Gaia Data Release 2 på ca 6,9 mas, beräknas den befinna sig på ett avstånd på ca 480 ljusår (ca 146 parsek) från solen. Den rör sig bort från solen med en heliocentrisk radialhastighet av ca 7 km/s.

## Egenskaper
53 Persei är en blå till vit underjättestjärna av spektralklass B4 IV,. Den har en massa som är ca 6 solmassor, en radie som är ca 4 solradier och utsänder ca 780 gånger mera energi än solen från dess fotosfär vid en effektiv temperatur på ca 16 700 K.
53 Persei är en pulserande variabel av 53 Persei-typ (SPB), som varierar mellan visuell magnitud +4,77 och 4,86 med en period av 2,1692 dygn. Stjärnan är prototypstjärna för variabeltypen, som ibland kallas pulserande blåvit variabel och var en av de första variabla stjärnorna i mitten av B-typen på det norra halvklotet som studerades. Observationen av stjärnan med BRITE-satelliten har visat åtta separata frekvenser i stjärnans ljuskurva.